# Александр Віндман
Олекса́ндр Семеновіч Ві́ндман (англ. Alexander Semyon Vindman; 6 червня 1975, Київ) — офіцер армії США. Ветеран війни в Іраку. Директор з європейських справ у Раді національної безпеки (2018—2020). У жовтні 2019 року дав свідчення перед Конгресом США з приводу скандалу Трампа та України.

## Ранні роки
Александр Віндман і його брат-близнюк Євген народилися в єврейській родині в Києві. У грудні 1979 року, після смерті матері, трирічні близнюки та їхній старший брат Леонід переїхали до Нью-Йорка з батьком та бабусею. Вони виросли в бруклінському районі «Брайтон-Біч». Вільно розмовляє російською і українською мовами.
Закінчив Державний університет Нью-Йорка в Бінгемтоні зі ступенем бакалавра 1998 року Призначений у піхоту армії в січні 1999 року, був у Південній Кореї. 2003 року під час бойового відрядження до Іраку зазнав поранення від придорожньої міни, за що був нагороджений відзнакою Пурпурове серце. Здобув ступінь магістра в Гарвардському університеті з російської мови, Східної Європи і Центральної Азії. Спеціалізувався як експерт з військово-політичних ситуацій у Євразійському регіоні, служив на відповідних посадах у посольствах у Москві та Києві. Був співробітником Ради з національної безпеки США.

## Свідчення в Конгресі
28 жовтня 2019 року опублікована вступна заява Віндмана на закритому засіданні Комітету з розвідки Палати представників, Комітету у закордонних справах Палати представників і Комітету з нагляду Палати представників, напередодні його показань наступного дня. Віндман свідчив:

Навесні 2019 року я дізнався про [втручання] сторонніх осіб, які розповсюджують неправдиві відомості про Україну, несумісні з консенсусною думкою про міжвідомчу взаємодію, що «завдають шкоди національній безпеці США», а також «підривають зусилля уряду США щодо розширення співпраці з Україною».

Віндман також сказав, що він був стурбований двома подіями, проти яких він висловив офіційні заперечення. Перша подія сталася 10 липня на зустрічі між Олександром Данилюком — тодішнім секретарем РНБО України та радником з національної безпеки США Джоном Болтоном, на якій були присутні посли Курт Волкер і Ґордон Сондленд, а також міністр енергетики Рік Перрі. На цій зустрічі Сондленд попросив Україну почати розслідування проти Джо Байдена, що представили як передумову зустрічі [Володимира Зеленського] з президентом Трампом. Віндман повідомив, що Болтон раптово перервав зустріч і що він і Фіона Гілл сказали послу Сондленду, що його коментарі недоречні, та він повідомив про свої побоювання головному раднику РНБ
Друга подія відбулася 25 липня під час розмови телефоном між президентом Трампом і Володимиром Зеленським. Віндман заявив: 
| «Я був стурбований [цим] дзвінком. Я не думав, що було б доречно вимагати, щоб іноземний уряд розслідував дії громадянина США, і я був стурбований наслідками цього на політику підтримки України урядом США. Я зрозумів, що якщо б Україна продовжила розслідування щодо Байдена і „Бурісми“, це, швидше за все, було б витлумачено як політична гра, яка, безсумнівно, призведе до того, що Україна втратить двопартійну підтримку, яку вона досі мала [у США]. Все це підірвало б національну безпеку США». |
Віндман також повідомив про цю подію головному раднику НСК Джону Айзенбергу..

## Відставка
Президент Трамп сприйняв свідчення Віндмана в Конгресі як особисту образу й чинив тиск на нього через його командування, що змусило полковника Віндмана подати у відставку з Армії США в липні 2020.

## Особисте життя
Віндман одружений. У нього є брат-близнюк, Євген — полковник армії, який призначений адвокатом з питань етики в Раді національної безпеки. У нього є також старший брат Леонід, також офіцер в армії США.

## Сучасна суспільна роль
Віндман — старший науковий співробітник Фонду Кеттерінга, американського позапартійного дослідницького фонду.

## Військові нагороди
Нагороди та відзнаки Віндмана включають:
| |
| |
| Bronze oak leaf cluster                                                                               |
| Bronze oak leaf cluster · Bronze oak leaf cluster · Bronze oak leaf cluster · Bronze oak leaf cluster |
| |
| |
| |
| |